# Джанибекова, Нодира Абдусаломовна
Нодира Абдусаломовна Джанибекова (18 июня 1973 года, Ташкент, Узбекская ССР) — узбекский политический деятель, депутат Законодательной палаты Олий Мажлиса Республики Узбекистан IV созыва. Член Социал-демократической партии «Адолат».

## Биография
В 1995 году Нодира Джанибекова окончила Гулистанский государственный университет по специальности история,обществоведение,право. Имеет более 20-ти научных публикаций в научных журналах по экологической тематике, в частности трансграничное сотрудничество в использовании водных ресурсов и формирование экологической культуры молодежи..
В 2019 году избрана в Законодательную палату Олий Мажлиса Республики Узбекистан IV созыва, а также назначена на должность члена Комитета по вопросам обороны и безопасности Законодательной палаты Олий Мажлиса Республики Узбекистан.
Награждена орденом "Дустлик" ("Дружба").